# Тайджун-Мару
Тайджун-Мару — транспортне судно, яке під час Другої світової війни брало участь у операціях японських збройних сил на Тихому океані.
Судно спорудили як вантажне в 1918 році на верфі Uchida Shipbuilding & Engineering у Йокогамі для компанії Settsu Shosen Goshi Kaisha. Згодом воно неодноразово переходило до інших власників — Teikuni Kisen (1921), Dai Nihon Shiogyo (1923), Setsusu Shosen (1928), Hachiuma Kisen (1938).
У грудні 1941-го «Тайджун-Мару» реквізували для потреб Імперської армії Японії. 8 квітня 1942-го воно полишило Рабаул (головна передова база в архіпелазі Бісмарка, з якої провадились японські операції на Соломонових островах та сході Нової Гвінеї), а 11 квітня вже перебувало в новогвінейському Лае, яке за місяць до того захопив японський десант. Тут «Тайджун-Мару» зазнало сильних пошкоджень внаслідок атаки ворожого бомбардувальника A-20 та було втрачене, загинули три члени екіпажу.